# Йокинен, Веску
Веса Сакари "Веску" Йокинен (фин. Vesa Sakari ”Vesku” Jokinen; род. 17 февраля 1970, Вааса) — финский панк-рок-музыкант, вокалист группы Klamydia, бывший вокалист коллектива Kylähullut.

## Краткая биография
С 1988 года является бессменным лидером группы Klamydia. Был сессионным вокалистом групп Larharyhmä и Raivopäät, играл на барабанах в группе Treblinka. В 2004 году основал коллектив Kylähullut вместе с Алекси Лайхо и Тонми Лиллманом, который распался после смерти Лиллмана. В 2008 году был сессионным музыкантом группы Metuja на концертах.
Выпустил два сольных альбома: в 2000 году вышел сольный альбом Outo kunnia, в 2012 году вышел сборник Juuret в рамках проекта Sundin Pojat. Основатель лейбла Kråklund Records (1991).